# المتحف الوطني الباكستاني
المتحف الوطني في باكستان (بالأردوية: قومی عجائب گھر پاکِستان)‏ هو متحف يقع في كراتشي، إقليم السند في باكستان.

## أهداف
الهدف الأساسي من إنشاء المتحف الوطني إلى جمع وحفظ ودراسة وإظهار سجلات التاريخ الثقافي لباكستان وتعزيز تعلم الباكستانيين لتاريخهم.

## جمع
المتحف يحتوي على مجموعة من 58,000 القطع النقدية القديمة (من سنة 74 هجرية) ومئات المنحوتات المحفوظة جيدا. 70,000 منشور وكتاب وغيرها من مواد القراءة وغيرها نقلت إلى المتحف الوطني لكي يتمكن الجمهور من رؤيتها. كل عام المتحف الوطني يحمل حوالي اثني عشر معرضا في الأيام الوطنية وغيرها من المناسبات.

## مرافق
يوجد مختبر كجزء من المتحف من أجل الحفاظ على المقتنيات. مع وجود قاعة في المتحف تحوي 250 مقعدا.